# Rajd Wisły 1978
27. Rajd Wisły – 27. edycja Rajdu Wisły. Był to rajd samochodowy rozgrywany od 22 do 24 września 1978 roku. Była to czwarta runda Rajdowych Samochodowych Mistrzostw Polski w roku 1978. Rajd składał się z dwunastu odcinków specjalnych i trzech prób szybkości górskiej. Został rozegrany na nawierzchni asfaltowej. Zwycięzcą rajdu został Błażej Krupa.

## Wyniki końcowe rajdu[1][2]
| Miejsce | Kierowca                 | Pilot                  | Samochód                          | Czas | Strata | Grupa Klasa |
| ------- | ------------------------ | ---------------------- | --------------------------------- | ---- | ------ | ----------- |
| 1       | Błażej Krupa             | Piotr Mystkowski       | Renault 5 Alpine                  |      | -      | II/8        |
| 2       | Jerzy Landsberg          | Janusz Szajng          | Opel Kadett GT/E                  |      |        | IV          |
| 3       | Bogdan Wozowicz          | Witold Wozowicz        | Lada VAZ 21011                    |      |        | II/8        |
| 4       | Tomasz Ciecierzyński     | Jacek Różański         | Polski Fiat 125p 1600 Monte Carlo |      |        | IV          |
| 5       | Ryszard Plucha           | Włodzimierz Abramowicz | Polski Fiat 125p 1500             |      |        | II/8        |
| 6       | Jeremi Doria-Dernałowicz | Piotr Ślaski           | Polski Fiat 125p 1500             |      |        | I/8         |
| 7       | Marek Karczewski         | Marek Pawłowski        | Polski Fiat 125p 1500             |      |        | I/8         |
| 8       | Bogdan Drągowski         | Stanisław Brzozowski   | Polski Fiat 125p 1500             |      |        | I/8         |
| 9       |                          |                        |                                   |      |        |             |
| 10      | Andrzej Witkowicz        | Marek Rompel           | Fiat 128 Sport Coupé              |      |        | I/7         |